# Yo-Yo Records
Yo-Yo Records ist eine Plattenfirma aus Berlin für Punk- und Hardcore-Musik. Das Label besteht seit dem Jahr 1999 und veröffentlichte seitdem zahlreiche Tonträger deutscher und in erster Linie internationaler Musikgruppen. Yo-Yo Records gehört zu den Plattenfirmen, die ihre Veröffentlichungen nach wie vor auf Vinyl pressen.

## Künstler
- The Ataris
- Attack! Vipers!
- Bridge and Tunnel
- Caves
- Deny Everything
- The Ergs!
- I Farm
- Lemuria
- Lights Out!
- Offshore Radio
- The Sainte Catherines
- Shorebirds
- Useless ID
- Whiskey Sunday
- Young Livers

## Diskografie (Auswahl)
- Lights Out!: Destroy Create (CD/LP)
- Shorebirs: It Gets Ugly (CD/LP)
- Attack! Vipers!/Young Livers: Split (7’’)
- Deny Everything: Speaking Treason (CD/7’’)
- Deny Everything: Fire This Time (CD/LP)
- Lemuria: First Collection (CD/LP)
- Lemuria/The Ergs!: plit (7’’)
- V.A.: 10 out of 29 (7’’-EP, 2009, Yo-Yo Number 37)